# Graciella affinis
Graciella affinis är en skalbaggsart som beskrevs av Stefan von Breuning 1964. Graciella affinis ingår i släktet Graciella och familjen långhorningar. Inga underarter finns listade i Catalogue of Life.